# Інцидент з біографією Джона Сайгенталера

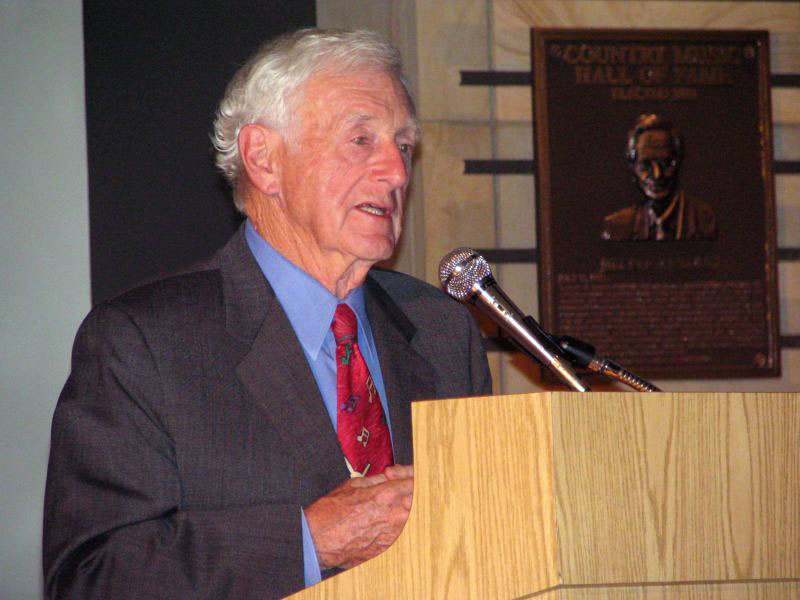
Джон Сайгенталер

Скандал з біографією Сайгенталера — інцидент, що стався 2005 року, коли анонімний користувач Вікіпедії створив містифіковану статтю про Джона Сайгенталера, відомого письменника і журналіста. Некоректний зміст статті не було виявлено одразу, і її не виправляли протягом чотирьох місяців, до тих пір, поки вона не була знайдена самим героєм статті.
Скандал поставив під сумнів надійність відомостей, узятих з Вікіпедії та інших подібних сайтів, які може відредагувати будь-хто з користувачів. Після цього випадку в англомовній Вікіпедії було вжито низку заходів для боротьби з появою неправдивої інформації, в тому числі тимчасову заборону на створення нових статей анонімними користувачами.

## Містифікація
26 травня 2005 року в англомовній версії Вікіпедії анонімним користувачем була розміщена біографічна стаття про Джона Сайгенталера, що містила вигадані дані про життя і діяльність Джона Сайгенталера, серед яких була інформація про нібито багаторічне проживання Сайгенталера в СРСР і його причетність до вбивств Джона Кеннеді і Роберта Кеннеді. Як з'ясувалося пізніше, автором публікації виявився дехто Брайан Чейс (Brian Chase), менеджер кур'єрської компанії «Rush Delivery» в Нашвіллі, (штат Теннессі), який, за його словами, написав цю статтю і розмістив її в Вікіпедії, жартуючи над своїм другом, сім'я якого підтримувала дружні стосунки з сім'єю Джона Сайгенталера.

## Виявлення і правка
У вересні 2005 року Віктор Джонсон молодший, друг Сайгенталера, виявив статтю і повідомив йому про це. Джон переслав цю інформацію друзям і колегам. 23 вересня колега Сайгенталера скопіював до Вікіпедії його офіційну біографію з сайту Freedom Forum. Наступного дня правка була скасована одним з редакторів Вікіпедії, який вирішив, що новий текст не є вільним для поширення, і повернув стару версію статті. Ерік Ньютон повідомив про це Сайгенталера в Нью-Йорку, на зустрічі комітету із захисту прав журналістів. У жовтні 2005 року Сайгенталер зв'язався з Джиммі Вейлзом, той виправив статтю і закрив публічний доступ до історії правок. Однак кілька незалежних від Вікіпедії дзеркал упродовж декількох тижнів показували стару версію статті.

## Пошуки анонімного редактора
29 листопада 2005 року Сайгенталер написав про те, що сталося, статтю для «USA Today», де він називає Вікіпедію «некоректним і безвідповідальним дослідницьким інструментом». Для «The Tennessean» Сайгенталер підготував розширену версію тієї ж статті, де повідомив про свої безуспішні спроби знайти анонімного користувача, який розмістив його помилкову біографію. Він зажадав від компанії «BellSouth», інтернет-провайдера аноніма, провести ідентифікацію користувача за IP-адресою, однак компанія відмовилася це робити без судового рішення.
Даніель Брандт, антивікіпедійний активіст з Сан-Антоніо, творець сайту Wikipedia Watch, виявив, що IP аноніма належить компанії «Rush Delivery», про що повідомив Сайгенталеру, пресі і опублікував цю інформацію на своєму сайті.
9 грудня 2005 Брайан Чейс зізнався газеті «The Tenessean» в тому, що розміщував неправдиву інформацію про Сайгенталера в Вікіпедії, і написав листа з вибаченням Сайгенталерові. Після цього він був звільнений з компанії. Сайгенталер не став судитися з Чейсом, більше того, він попросив компанію «Rush Delivery» повернути Чейсові роботу, що і було зроблено. У своєму інтерв'ю пресі він зазначив, що найбільше боїться, що в результаті можливих хибних правок статей про політиків уряд буде змушений контролювати Інтернет.

## Реакція Фонду Вікімедіа
13 грудня 2005 року в своєму інтерв'ю «BusinessWeek» Джиммі Вейлз назвав причини, через які містифікація так довго залишалася непоміченою, і запропонував, як уникнути повторення того, що сталося. Він зазначив: нових статей з'являється так багато, що модератори не встигають перевірити їх правдивість. Тому тимчасово було введено нове правило про те, що нові статті можуть створювати тільки зареєстровані користувачі. Щодо необхідності цього зазначав і Сайгенталер, критикуючи Вікіпедію. Однак реєстрації не потрібно для внесення змін у вже наявні статті.
Вейлз також висловив думку, що енциклопедія в цілому (незалежно, друкована вона чи електронна) не може бути використана як первинне джерело і не може вважатися повністю авторитетною (як думають деякі люди), але з усім тим Вікіпедія надійніша як джерело інформаційно-довідкових матеріалів з різних галузей знань, ніж інші інтернет-джерела. Вейлз назвав Вікіпедію «незакінченою роботою».
Часткові зміни були внесені в програмне забезпечення Вікіпедії та в інструкції користувачам. Так, 17 грудня 2005 з'явилися нові вказівки «Біографії живих людей», що посилюють вимоги до можливості перевірки, нейтральності та стилю, зокрема вимагають видалення непідтвердженої сумнівної інформації про сучасників замість типового в подібній ситуації запиту джерела. Були створені нові категорії для біографій живих людей.